# Eugeniusz Mazur
Eugeniusz Mazur (ur. 20 lutego 1949 w Worpławkach, zm. 17 grudnia 2010 w Sztumie) – czterokrotny morderca, jedna z ostatnich osób skazanych w Polsce na karę śmierci.

## Życiorys
Wychował się we wsi Worpławki (obecnie województwo warmińsko-mazurskie), miał pochodzenie społeczne robotnicze. Wykształcenie podstawowe niepełne, powtarzał klasę 2 i 5, a edukację zakończył na klasie 6. Posiadał zawód wyuczony pilarz. Miał czworo dzieci (trzech synów i córka) z różnych związków. Na wolności pracował jako murarz lub drwal. Od dziecka sprawiał kłopoty wychowawcze. Nie miał udanego dzieciństwa, w młodości znany był z sadystycznych zachowań wobec zwierząt. Rozrywał drobne zwierzęta, ukręcał łby kotom, kastrował psy. Rodzice Józef i Barbara Mazurowie swojego nastoletniego syna oddali do rodziny Miazków na parobka. W zamian za utrzymanie miał im pomagać w gospodarstwie rolnym. We wspomnieniach Eugeniusza Mazura traktowany był przez gospodarza jak niewolnik, wszyscy go wyśmiewali, dlatego powstał u niego duży uraz psychiczny w stosunku do rodziny Miazków.
Po raz pierwszy trafił do więzienia w 1968 roku – 10 października 1968 roku pobił na przystanku PKS Romana Miazka, ojca Jana, swej późniejszej ofiary. Następne wyroki otrzymywał przeważnie za pobicia, był bardzo agresywny, często ofiary bił kołkiem lub orczykiem, kopał po głowie, znęcał się nad nimi (m.in. ręce jednej z ofiar związał drutem). Często był prowokowany, m.in. pewnego razu pobił sam czterech mężczyzn, którzy chcieli mu dać nauczkę. W sumie przed wyrokiem za zabójstwo spędził w więzieniach 12 lat z siedmiu wyroków sądowych, jakie otrzymał za pobicia i znęcanie się nad rodziną (m.in. kazał swoim małoletnim dzieciom trzymać nocnik, do którego się załatwiał za to, że nie pamiętały ojca, jak wrócił z więzienia). Między kolejnymi wyrokami najdłużej na wolności spędził półtora roku.
W okolicach Babieńca pojawił się latem 1990 roku, po 20 latach nieobecności na tym terenie. Zatrzymał się u mieszkającej nieopodal siostry, której nie widział od dwudziestu lat. Zatrudnił się wówczas jako pomocnik przy żniwach u Jana Miazka (ur. 24 maja 1960, zm. 8 stycznia 1991), który do Babieńca przybył z rodziną dwa lata wcześniej. Pomagał za drobne wynagrodzenia, jedzenie, papierosy. Bywało, że nocował w gospodarstwie. Popracował jednak niedługo, bo Miazkowie nie byli z niego zadowoleni – za mało pracował, a za dużo pił. Mazur był zdania, że należy mu się jeszcze 212 tysięcy zł (przeddenominacyjnych). Ponadto twierdził, że Jan Miazek jest mu winien pieniądze za kurs taksówką z Reszla do Babieńca, kiedy to po wspólnej libacji alkoholowej Mazur odwiózł swojego pijanego pracodawcę do domu. Kilkakrotnie odwiedzał Miazków w celu odebrania „długu” – bezskutecznie.

## Zbrodnia
8 stycznia 1991 roku wieczorem ponownie pojawił się w obejściu Miazków pod adresem Babieniec 29. Pod poszewką kurtki miał jak zawsze dwa wykonane przez siebie kłusownicze noże, którymi lubił zapolować na zwierzynę (zrobił je z piły ramowej i bardzo często ostrzył). Wiedział, że sprzedali dzień wcześniej świnię i z tym wiązał nadzieje na odzyskanie pieniędzy. Gospodarz spał pijany (ponad 3 promile alkoholu we krwi) na wersalce, rozbudzony przez Mazura odmówił oddania pieniędzy, pokazując pusty portfel. Zachowywał się prowokacyjnie, rozkładając ręce powiedział też, wskazując na leżący obok nóż kuchenny, że może go nawet zabić, on jednak nie ma żadnych pieniędzy. Mazur sądził, jak później zeznał, że zostanie przez Miazka zaatakowany. Wyciągnął wówczas szybko swój nóż i zadał gospodarzowi śmiertelne ciosy w szyję, płuca i serce, po czym rzucił Jana Miazka na wersalkę. Zwłoki Jana Miazka zostały odnalezione z prawie odciętą głową od tułowia.
Następnie poszedł do kuchni, w której zastał półtoraroczną Monikę, córkę Miazków. Posadził dziecko na krześle, po czym wyszedł na podwórko. Wszedł następnie do obory, w której zauważył światło. W oborze zastał żonę Jana, Annę (ur. 21 października 1968, zm. 8 stycznia 1991) trzymającą na ręku 3-letnią córeczkę Agnieszkę (ur. 29 czerwca 1987, zm. 8 stycznia 1991) i upośledzonego brata Anny, 16-letniego Grzegorza Stachowskiego. W sposób wulgarny oświadczył Annie, że ich pieniądze są mu już niepotrzebne, ale lepiej niech wezwie pogotowie do swojego męża. Wówczas przerażona Anna zaczęła krzyczeć, co zdenerwowało Mazura. Według niego zamachnął się i uderzył kobietę w twarz, zapomniał jednak, że w dłoni trzyma nóż i trafił w szyję trzymanej na rękach dziewczynki. Krzyczącą z przerażenia dziewczynkę ugodził nożem w serce, następnie zadał jeszcze kilkanaście ciosów zarówno Annie Miazek, jak i trzymanej ciągle przez nią na rękach Agnieszce. Obrażenia zadane czterocentymetrowej szerokości nożem okazały się śmiertelne dla żony Jana Miazka. Brat Anny, Grzegorz ruszył z widłami w rękach w kierunku Mazura na pomoc siostrze. Mazur rzucił w niego nożem trafiając prosto w serce (umiejętność rzucania nożem ćwiczył od młodych lat) po czym zaczął głową nieprzytomnego chłopaka uderzać o ścianę. Według Mazura próbował tylko wyrwać tkwiący głęboko w ciele nóż. Osuwającemu się na ziemię Grzegorzowi zadał jeszcze kilkanaście ciosów nożem. Ponieważ mała Agnieszka ciągle płakała, uderzył główką dziecka o ścianę powodując rozległe obrażenia tyłu głowy, następnie zadał kilka ciosów nożem w klatkę piersiową i szyję, by na koniec rzucić dziecko o ziemię powodując m.in. pęknięcie czaszki ofiary. Opuszczając miejsce zbrodni zapalił papierosa i rzucił zapaloną zapałkę. Niedługo później zabudowania gospodarskie stanęły w płomieniach.
Na pomoc przy pożarze ruszyli nieświadomi jeszcze niczego sąsiedzi, wyprowadzili część trzody i zabrali ocalałą Monikę Miazek. Jako pierwszego odnaleziono Jana Miazka. Po kilku godzinach odnaleziono w zgliszczach obory zwęglone zwłoki Anny i Agnieszki Miazek, nieco później ciało Grzegorza. Jak wykazała ekspertyza Agnieszka i Grzegorz żyli jeszcze w chwili pożaru (potwierdziła to analiza krwi, w której wykryto duże stężenie czadu), natomiast Anna była już martwa. W pożarze spłonęły także cztery krowy i dwie świnie. Do Babieńca wysłano kilkudziesięciu policjantów z okolicznych gmin i z Olsztyna.
Tymczasem zachowanie Eugeniusza Mazura wzbudziło podejrzenia jego siostry Mieczysławy W. – kiedy przyszedł do niej 8 stycznia ok. godziny 19, ostrzygł włosy i spalił zakrwawione ubranie, poza tym stał się bardziej nerwowy niż zwykle. Niepokój wzbudziła też obrączka niewiadomego pochodzenia, którą chciał sprzedać swoim siostrzenicom za 200 tysięcy zł. Obrączka ta została następnego dnia sprzedana przez szwagra Mazura Zbigniewa W. w barze „Piwosz” w Korszach za 150 tysięcy zł. Siostra znając jego kryminalną przeszłość powiązała jego osobę z czterokrotnym morderstwem i powiadomiła policję. Mazur został zatrzymany dwie doby po dokonaniu zbrodni. W chwili aresztowania nigdzie nie pracował. Początkowo nie przyznawał się do niczego, jednak po jedenastu dniach przyznał się do zabójstw i opisał wszystko ze szczegółami. Nie przyznawał się jedynie do kradzieży obrączki należącej do Anny Miazek. Po kilku latach przyznał, że zabrał obrączkę na poczet długu, po jakimś czasie odwołał to w następnych zeznaniach.

## Proces i wyrok

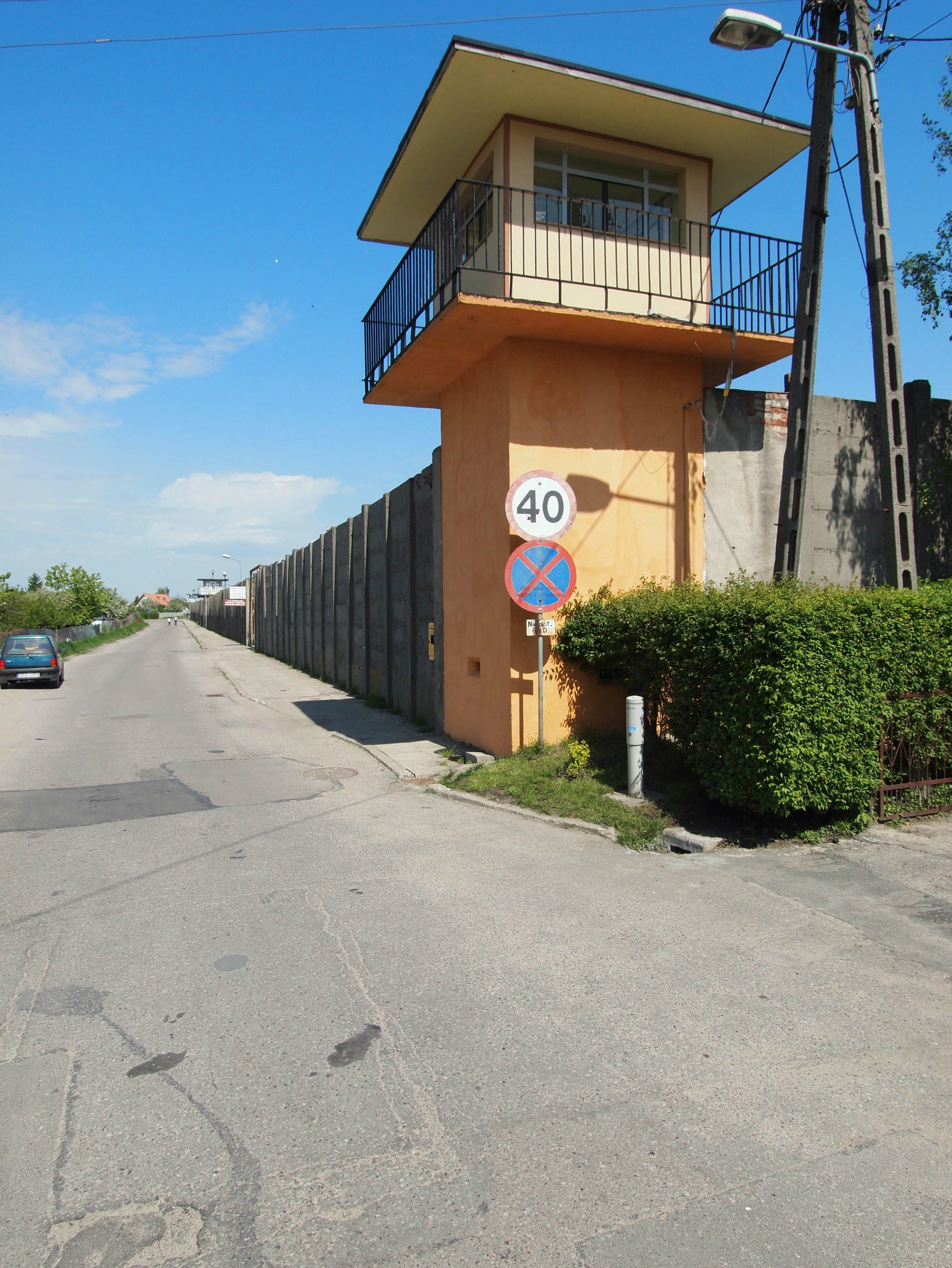
Zakład Karny Sztum

W czasie procesu w Sądzie Wojewódzkim w Olsztynie zachowywał się arogancko używając wulgarnych słów, wielokrotnie obraził członków składu orzekającego, groził świadkom (otwarcie przyznawał, że zemści się po wyjściu na wolność). Nie wyrażał skruchy, oświadczył, że żałuje, iż nie zabił też ojca Jana Miazka – Romana. Nie współpracował również ze swoim obrońcą. 4 marca 1992 roku sąd wojewódzki w Olsztynie skazał Eugeniusza Mazura na czterokrotną i łączną karę śmierci. Słysząc wyrok zareagował pokazaniem gestu Kozakiewicza. Wyroku jednak nie wykonywano z powodu trwającego już wówczas moratorium na wykonywanie kary śmierci. Najwyższy wymiar kary wzbudził też burzliwe dyskusje na forum publicznym, w związku z licznymi dyskusjami o słuszności kary śmierci.
15 czerwca 1992 roku sąd apelacyjny w Warszawie utrzymał wyrok kary śmierci w mocy. Tej samej nocy ówczesny minister sprawiedliwości Włodzimierz Cimoszewicz uznał, iż w opiniach biegłych psychiatrów są znaczne rozbieżności. Skazanego skierowano na dodatkowe badania do Collegium Medicum w Krakowie, gdzie stwierdzono znaczne ograniczenie poczytalności w chwili zbrodni. Podczas rewizji nadzwyczajnej 13 października 1993 roku Sąd Najwyższy uchylił wyrok kary śmierci i skierował sprawę do ponownego rozpatrzenia.
24 lutego 1995 roku Sąd apelacyjny w Warszawie po zapoznaniu się z opinią biegłych wydał kolejny wyrok w sprawie. Eugeniusz Mazur został skazany na karę 25 lat pozbawienia wolności.
Eugeniusz Mazur udzielił później licznych wywiadów i wystąpił w kilku reportażach telewizyjnych. W jednej z wypowiedzi stwierdził, że nie żałuje Jana Miazka, żałuje natomiast jego rodziny, szczególnie 3-letniej Agnieszki. Ocenił też karę dożywocia jako znacznie gorszą od kary śmierci. Utrzymywał korespondencję z siostrą zakonną z Rzymu.
Karę pozbawienia wolności odbywał w Zakładzie Karnym w Sztumie, gdzie zmarł.